# 1987 en Argentine
Chronologie de l'Argentine
- 1983
- 1984
- 1985
- 1986
- 1987
- 1988
- 1989
- 1990
- 1991

En 1987, l'Argentine se prépare à des élections législatives. L'événement est précédé par une vague d'attentats et le vol des mains de Péron (en) dans sa tombe. Le pays est, depuis le 10 décembre 1983, présidé par Raúl Ricardo Alfonsín, premier président élu démocratiquement après la dictature militaire et membre de l'Union civique radicale.

## Événements

### Avril
- Début de la mutinerie des Carapintadas, militaires d'extrême-droite, contre le régime « gauchiste ».
- Le championnat du monde de polo 1987 est organisé à Buenos Aires et remporté par l'équipe d'Argentine.

### Mai
- 2 : le Club Atlético Rosario Central, équipe promue de deuxième division, remporte le championnat de football

### Juin
- 4 : promulgation de la Ley de Obediencia Debida
- 27 : début de la Copa América de football, organisée dans le pays
- 29 : des dirigeants péronistes reçoivent des lettres leur demandant une rançon pour récupérer les mains et le sabre de Juan Perón, dont la tombe a été violée[1]

### Juillet
- 12 : finale et fin de la Copa América (victoire de l'Uruguay sur le Chili)

### Août
- 16 : River Plate remporte la Copa Interamericana 1986 au match retour

### Septembre
- 6 : élections législatives

### Décembre
- 6 : Gabriela Sabatini remporte le tournoi de tennis de Buenos Aires.

## Naissances en 1987
- Voir article général Naissances en 1987

- 24 juin : 
  - María Irigoyen, joueuse de tennis, à Tandil
  - Lionel Messi, footballeur, à Rosario

## Décès en 1987
- 2 janvier : Elina Colomer, actrice
- 11 janvier  : Hugo Fregonese, réalisateur et scénariste
- 16 janvier : María Dhialma Tiberti, écrivaine
- 25 janvier : Nahuel Moreno, Homme politique
- 8 juin : Salvatore Oppes, cavalier italien mort en Argentine
- 15 juin : Amelia Mirel, chanteuse et actrice de cinéma muet
- 21 juin  : Erik Bisgaard, rameur d'aviron danois mort en Argentine
- 2 septembre : Alfredo Oscar Saint-Jean, homme d'État
- 13 septembre : Aníbal Gordon, criminel
- 5 novembre : Carlos Ulrrico Cesco, astronome
- 2 décembre : Luis Federico Leloir, biochimiste
- 13 décembre : Josefina Passadori, écrivaine
- 27 décembre : Marie Langer, psychiatre et psychanalyste